# Beblenheim
Beblenheim [beblənaim]  est une commune française située dans la circonscription administrative du Haut-Rhin et, depuis le 1er janvier 2021, dans le territoire de la Collectivité européenne d'Alsace, en région Grand Est.
Cette commune se trouve dans la région historique et culturelle d'Alsace.
Ses habitants sont appelés les Beblenheimois et les Beblenheimoises.

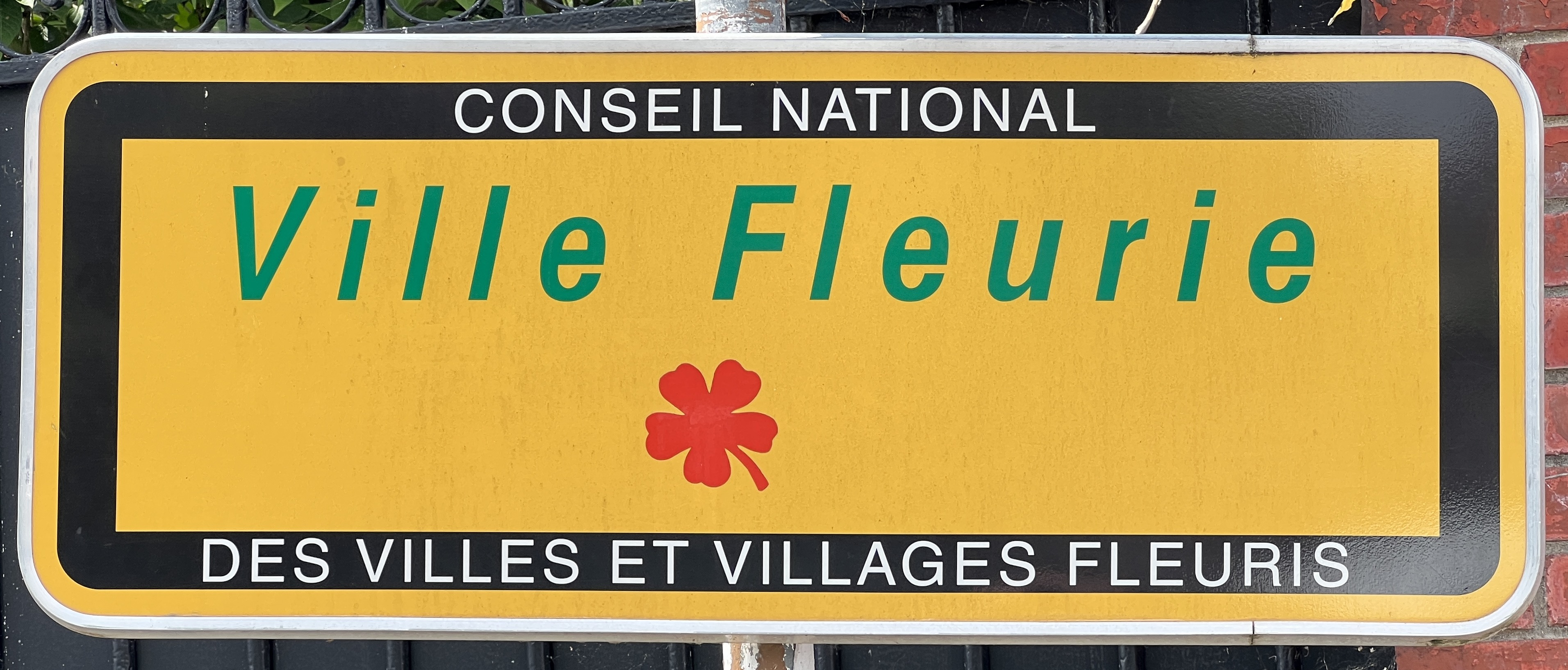
La récompense "Ville Fleurie", également connue sous le nom de "Villes et Villages fleuris, anciennement appelée concours, a été créée en 1959 en France pour promouvoir le fleurissement, l'environnement de vie et les espaces verts.

## Géographie

### Localisation

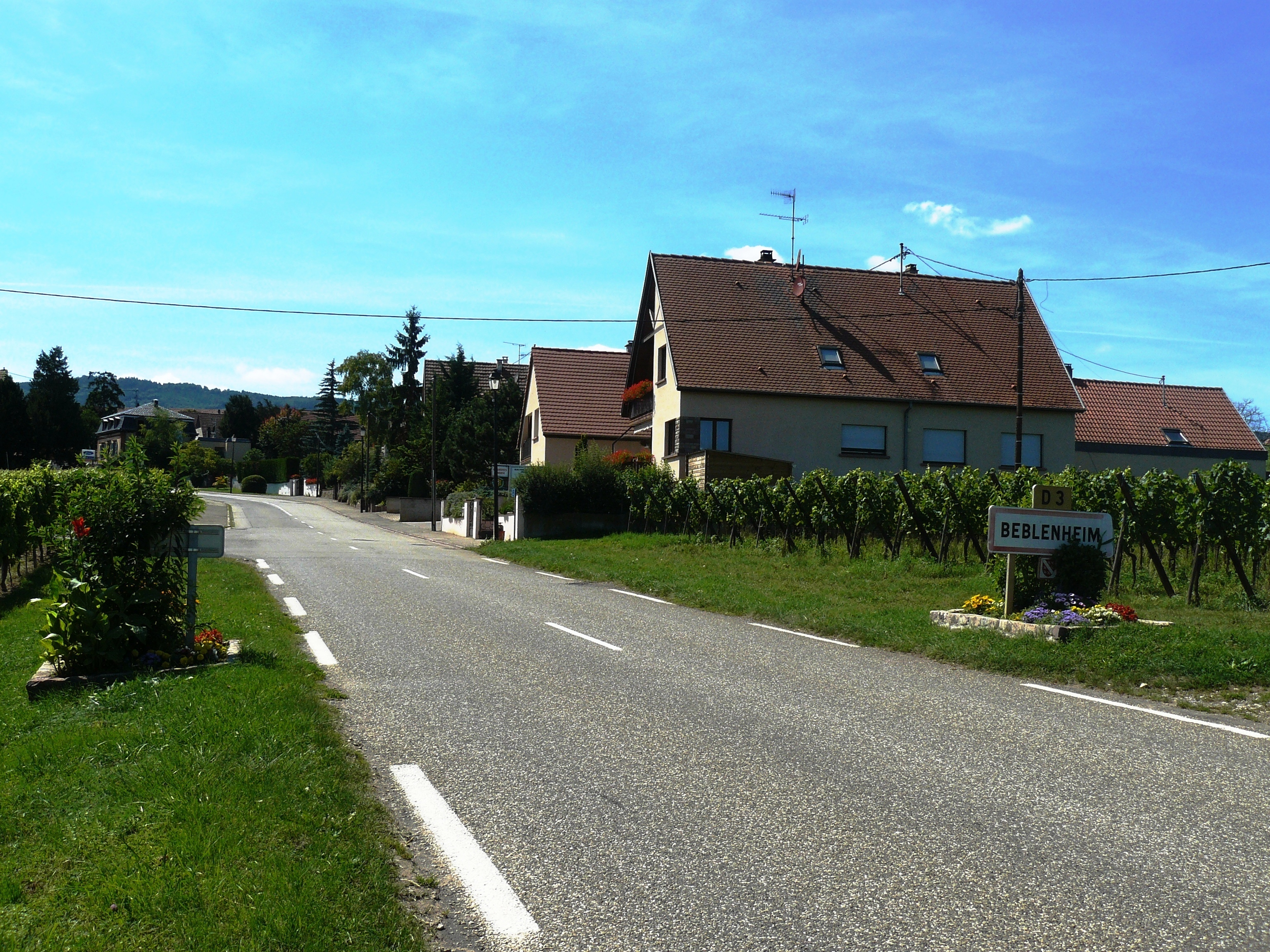
Entrée du village de Beblenheim par la D 3.

Beblenheim fait partie du canton de Sainte-Marie-aux-Mines et de l'arrondissement de Colmar-Ribeauvillé. C'est un village typiquement alsacien, avec ses maisons à colombages et ses coteaux de vigne qui ont fait la réputation de ses vins. Le village est à 215 mètres d'altitude.
|            | Zellenberg |         |
| Riquewihr  | Beblenheim | Ostheim |
| Mittelwihr | Bennwihr   |         |

### Hydrographie

#### Réseau hydrographique
La commune est dans le bassin versant du Rhin au sein du bassin Rhin-Meuse. Elle est drainée par le Sambach et le ruisseau l'Altenbach,,.
Le Sambach, d'une longueur de 11 km, prend sa source dans la commune de Riquewihr et se jette  dans la Fecht à Ostheim, après avoir traversé six communes. 

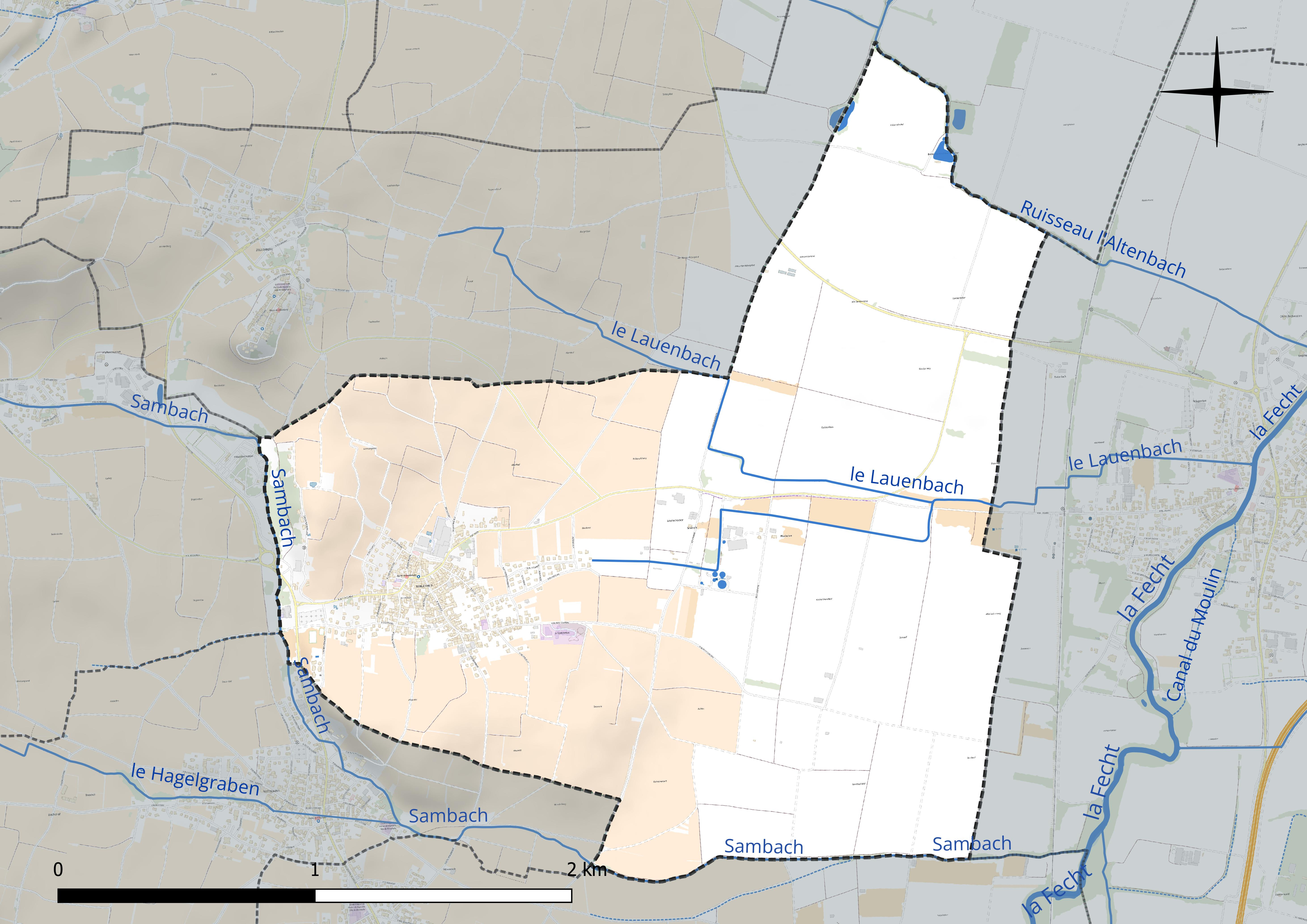
Réseau hydrographique de Beblenheim.

#### Gestion et qualité des eaux
Le territoire communal est couvert par le schéma d'aménagement et de gestion des eaux (SAGE) « Ill Nappe Rhin ». Ce document de planification concerne la nappe phréatique rhénane, les cours d'eau de la plaine d'Alsace et du piémont oriental du Sundgau, les canaux situés entre l'Ill et le Rhin et les zones humides de la plaine d'Alsace. Le périmètre s’étend sur 3 596 km2. Il a été approuvé le 17 janvier 2005. La structure porteuse de l'élaboration et de la mise en œuvre est la région Grand Est. 
La qualité des cours d’eau peut être consultée sur un site dédié géré par les agences de l’eau et l’Agence française pour la biodiversité. 

### Climat
Pour des articles plus généraux, voir Climat du Grand Est et Climat du Haut-Rhin.
En 2010, le climat de la commune est de type climat océanique dégradé des plaines du Centre et du Nord, selon une étude du Centre national de la recherche scientifique s'appuyant sur une série de données couvrant la période 1971-2000. En 2020, Météo-France publie une typologie des climats de la France métropolitaine dans laquelle la commune est exposée à un climat semi-continental et est dans une zone de transition entre les régions climatiques « Vosges » et « Alsace ». 
Pour la période 1971-2000, la température annuelle moyenne est de 10,6 °C, avec une amplitude thermique annuelle de 17,7 °C. Le cumul annuel moyen de précipitations est de 659 mm, avec 8,7 jours de précipitations en janvier et 9,2 jours en juillet. Pour la période 1991-2020, la température moyenne annuelle observée sur la station météorologique de Météo-France la plus proche, « Ribeau. - Verre », sur la commune de Ribeauvillé à 4 km à vol d'oiseau, est de 10,3 °C et le cumul annuel moyen de précipitations est de 994,9 mm. 
La température maximale relevée sur cette station est de 36,2 °C, atteinte le 25 juillet 2019 ; la température minimale est de −18,8 °C, atteinte le 20 décembre 2009,,. 
Les paramètres climatiques de la commune ont été estimés pour le milieu du siècle (2041-2070) selon différents scénarios d'émission de gaz à effet de serre à partir des nouvelles projections climatiques de référence DRIAS-2020. Ils sont consultables sur un site dédié publié par Météo-France en novembre 2022.

## Urbanisme

### Typologie
Au 1er janvier 2024, Beblenheim est catégorisée petite ville, selon la nouvelle grille communale de densité à sept niveaux définie par l'Insee en 2022.
Elle appartient à l'unité urbaine de Bennwihr, une agglomération intra-départementale regroupant quatre  communes, dont elle est ville-centre,,. Par ailleurs la commune fait partie de l'aire d'attraction de Colmar, dont elle est une commune de la couronne,. Cette aire, qui regroupe 95 communes, est catégorisée dans les aires de 50 000 à moins de 200 000 habitants,.

### Occupation des sols
L'occupation des sols de la commune, telle qu'elle ressort de la base de données européenne d’occupation biophysique des sols Corine Land Cover (CLC), est marquée par l'importance des territoires agricoles (92,1 % en 2018), une proportion identique à celle de 1990 (92,1 %). La répartition détaillée en 2018 est la suivante : terres arables (52 %), cultures permanentes (32,8 %), zones urbanisées (7,9 %), zones agricoles hétérogènes (7,3 %). L'évolution de l’occupation des sols de la commune et de ses infrastructures peut être observée sur les différentes représentations cartographiques du territoire : la carte de Cassini (XVIIIe siècle), la carte d'état-major (1820-1866) et les cartes ou photos aériennes de l'IGN pour la période actuelle (1950 à aujourd'hui).

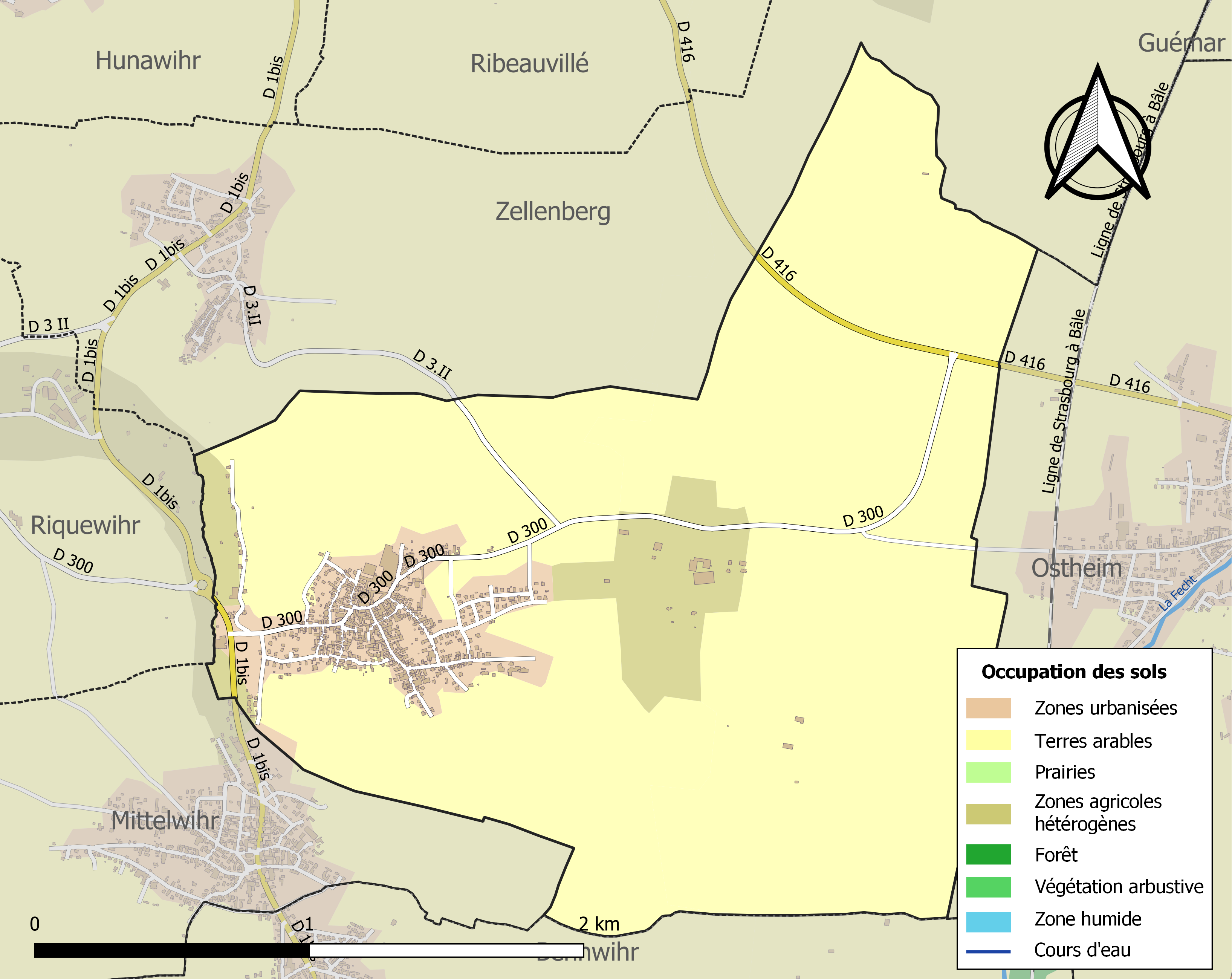
Carte des infrastructures et de l'occupation des sols de la commune en 2018 (CLC).

### Lieux-dits, hameaux et écarts
Entre Beblenheim et Zellenberg se trouvaient autrefois les bourgs d'Altenheim et de Rogenhausen ou Roggenhausen.

## Toponymie
De l'anthroponyme Babilo et de l'allemand Heim = foyer.
- Beboniswillare (période franque) ;
- Babilenheim, Xe siècle ;
- Babilenheim, 1428.

## Histoire

### Les temps préhistoriques
L'endroit est fort ancien puisque le site a été occupé depuis les temps préhistoriques et pendant l'occupation romaine. Des fouilles sont venues confirmer les hypothèses. L'origine du village se perd dans la nuit des temps : en 1128 apparaît dans l'Urbaire de Marmoutier la première mention sous la dénomination Babilenheim.

### Un village administré par les Horbourg-Riquewihr
Par un acte de partage signé en 1298 par les seigneurs de Ribeauvillé, le village échoit aux ducs de Wurtemberg dont fait partie la seigneurie de Riquewihr. Le village appartient d'abord aux comtes de Horbourg, puis à partir de 1324 aux comtes de Wurtemberg. Pendant très longtemps, le bourg est administré par la seigneurie de Horbourg-Riquewihr, et ce jusqu'à la Révolution.

### LaRévolution
En 1789, Beblenheim cesse d'être sous l'emprise wurtembergeoise et est rattachée à la République française.

### XIXe et XXe siècles
Durant le Premier Empire, le village n'est pas épargné par les pillages des troupes coalisées qui amènent la disette et la misère.
Après le traité de Francfort qui met fin à la guerre de 1870, le village, comme l'Alsace-Lorraine est annexé à l'Empire allemand.
Durant la Première Guerre mondiale le village est relativement épargné par les obus tant français qu'allemands. A l'armistice de 1918, il est réintégré à la France.
Lors de la Seconde Guerre mondiale, l'Alsace est à nouveau occupée et administrée par le Gauleiter Wagner et l'incorporation de force est mise en place. Le 5 décembre 1944, Beblenheim est libérée par les Américains après de violents combats qui endommagent environ 90% des maisons.

### Une ancienne coutume
Les chargeurs de vins du village de Beblenheim devaient autrefois porter la croix et la bannière lors des processions. En 1723, la communauté ayant donné cet emploi à deux luthériens, ils refusèrent de se mêler aux processions des catholiques. Le curé remplaça leurs fonctions par deux catholiques en payant, puis se pourvut devant le bailli qui par sentence du 17 juin de la même année, condamna ces deux luthériens à rendre au curé les 7 livres 40 s qu'ils lui avaient coûtés et, conformément au livre des serments, à porter la croix et la bannière, ou les faire porter à leurs frais. Après appel de ce jugement, le conseil, par arrêté du 5 avril 1724, annula la sentence.

### Légende
Les anciens racontent qu'au XVIIe siècle, un terrible incendie dévasta le village de Beblenheim au début de l'hiver, qui eut pour effet de réduire presque à néant les réserves de nourriture et laisser les habitants du village dans une situation plutôt précaire. Ils rassemblèrent le peu de nourriture qu'il leur restait, qui  permettait de subvenir aux besoins du village pendant seulement quelques jours. Au soir du dernier jour, ils firent un dernier festin. Tout le monde dansait, parlait et riait en faisant comme si demain ne viendrait jamais. À la fin du repas, femmes, hommes et enfants observèrent un moment de silence pour prier pour que  la prospérité revienne dans le village et que les habitants trouvent de quoi se nourrir. Ainsi, ils soulevèrent tous leurs assiettes pour conjurer le mauvais sort qui s'était abattu sur eux. Le lendemain matin, les habitants furent réveillés par le vacarme qui venait de la place centrale du village. Ils s'y rendirent pour voir de quoi il s'agissait. Grande fut leur surprise quand ils virent la place remplie par les hommes et femmes des villages voisins qui étaient venus partager leur nourriture avec eux après avoir entendu leurs malheurs. Depuis ce jour, après chaque repas, les habitants de Beblenheim soulèvent leurs assiettes pour ainsi appeler prospérité, chance et bonne fortune.

## Politique et administration

### Découpage territorial
La commune de Beblenheim est membre de la communauté de communes du Pays de Ribeauvillé, un établissement public de coopération intercommunale (EPCI) à fiscalité propre créé le 30 mai 1996 dont le siège est à Ribeauvillé. Ce dernier est par ailleurs membre d'autres groupements intercommunaux.
Sur le plan administratif, elle est rattachée à l'arrondissement de Colmar-Ribeauvillé, à la circonscription administrative de l'État du Haut-Rhin, en tant que circonscription administrative de l'État, et à la région Grand Est. 
Sur le plan électoral, elle dépendait jusqu'en 2020 du  canton de Sainte-Marie-aux-Mines pour l'élection des conseillers départementaux au sein du conseil départemental du Haut-Rhin. Depuis le 1er janvier 2021, elle dépend du même canton pour l'élection des conseillers d'Alsace au sein de la collectivité européenne d'Alsace.

### Chronologie des maires
| Période                                  | Période  | Identité      | Étiquette | Qualité                                                       |
| ---------------------------------------- | -------- | ------------- | --------- | ------------------------------------------------------------- |
| juin 1995                                | 2001     | Michel Fichou |           |                                                               |
| mars 2001                                | 2014     | Pierre Adolph |           | président de la communauté de communes du Pays de Ribeauvillé |
| mars 2014                                | mai 2020 | Guy Wentzel   |           |                                                               |
| Mai 2020                                 | En cours | Antoine Kleim |           | Informaticien                                                 |
| Les données manquantes sont à compléter. |          |               |           |                                                               |

## Population et société

### Démographie
L'évolution du nombre d'habitants est connue à travers les recensements de la population effectués dans la commune depuis 1793. Pour les communes de moins de 10 000 habitants, une enquête de recensement portant sur toute la population est réalisée tous les cinq ans, les populations de référence des années intermédiaires étant quant à elles estimées par interpolation ou extrapolation. Pour la commune, le premier recensement exhaustif entrant dans le cadre du nouveau dispositif a été réalisé en 2007.

En 2022, la commune comptait 931 habitants, en évolution de −2,1 % par rapport à 2016 (Haut-Rhin : +0,66 %, France hors Mayotte : +2,11 %).
| 1793 | 1800 | 1806 | 1821  | 1831  | 1836  | 1841  | 1846  | 1851  |
| ---- | ---- | ---- | ----- | ----- | ----- | ----- | ----- | ----- |
| 873  | 897  | 971  | 1 021 | 1 096 | 1 163 | 1 159 | 1 201 | 1 291 |

| 1856  | 1861  | 1866  | 1871  | 1875  | 1880  | 1885  | 1890  | 1895  |
| ----- | ----- | ----- | ----- | ----- | ----- | ----- | ----- | ----- |
| 1 252 | 1 294 | 1 267 | 1 238 | 1 141 | 1 159 | 1 105 | 1 093 | 1 086 |

| 1900  | 1905  | 1910 | 1921 | 1926 | 1931 | 1936 | 1946 | 1954 |
| ----- | ----- | ---- | ---- | ---- | ---- | ---- | ---- | ---- |
| 1 056 | 1 000 | 958  | 806  | 798  | 792  | 810  | 996  | 699  |

| 1962 | 1968 | 1975 | 1982 | 1990 | 1999 | 2006 | 2007 | 2012 |
| ---- | ---- | ---- | ---- | ---- | ---- | ---- | ---- | ---- |
| 737  | 801  | 805  | 883  | 918  | 943  | 954  | 954  | 984  |

| 2017 | 2022 | - | - | - | - | - | - | - |
| ---- | ---- | - | - | - | - | - | - | - |
| 941  | 931  | - | - | - | - | - | - | - |

## Culture locale et patrimoine

### Lieux et monuments

#### Pierres tombales (XVeetXVIIesiècles)
Les neuf pierres tombales qui se trouvent sur le parvis de l'église Saint-Sébastien renferment les restes des familles nobles des « Hoen » et de Beblenheim, barons du château entre les XVe et XVIIe siècles.

#### Fontaine Saint-Nicolas (1500-1997)
Cette fontaine en grès jaune, de style gothique est surmontée d'une colonne centrale avec une statue de saint Nicolas. À la fin de l'année 1944 la fontaine subit des dégâts dus aux bombardements. En 1997 la fontaine est restaurée le plus fidèlement possible, grâce à d'anciens documents. Le bassin est rénové par la même occasion. Le grès jaune en provenance de Rouffach est utilisé pour la restauration. Avant la Révolution, la fontaine était flanquée de statues de saint Antoine l'Ermite, saint Nicolas avec un enfant et saint Jean l'Évangéliste qui ont été détruits par les révolutionnaires, de telle sorte que l'on n'a plus aucune idée de la présentation.

#### Cadran solaire (1877)
On aperçoit sur la façade est de la cave vinicole un grand cadran solaire sur fond blanc, peint à même le crépi. La forme évoque une sorte de tiare dont la partie supérieure est doublée d'un ourlet esquivant deux visages humains vus de profil. Au-dessus du cadran est mentionnée l'année 1877 et un cercle représentant le soleil. En raison de la déclinaison orientale du cadran, le centre se trouve déplacé à l'extérieur de la table et l'angle entre le style et sa sous-stylaire. L'instrument a été entièrement rénové après la guerre. On distingue ainsi plusieurs anomalies du cadran originel.

#### Mairie (XVIIIesiècle)
Ce bâtiment du XVIIIe siècle servait de lieu de réunion au conseil, où le prévôt, accompagné de justiciers, jugeait et faisait respecter le droit dans le village. Le bâtiment servait également d'école jusqu'à la construction de la maison d'école.  Le bâtiment de la mairie fut la proie des flammes en 1834. Reconstruit, il subit plusieurs transformations. Depuis 1983, des boiseries et des armoires vitrées abritent les archives du village. L'ancienne bibliothèque rassemblée par Jean Macé, ainsi que toute la documentation du recteur Christian Pfister et de l'œnologue Christian Oberlin s'y trouvent rassemblés. On y trouve aussi La Ruche, le journal du Petit-Château, rédigé par Jean Macé et ses élèves.

### Personnalités liées à la commune
- Christian Pfister, historien, né à Beblenheim en 1857 et décédé en 1933. Membre de l'Institut de France, recteur de l'université de Strasbourg. Historien réputé.
- Chrétien Oberlin (1831-1915), né et mort à Beblenheim, passionné par l'ampélographie, est à l'origine de la création de l'Institut Viticole de Colmar.
- Jean Macé, fondateur de la Ligue de l'enseignement de 1852-1871. Sénateur à vie, fonda la ligue de l'enseignement afin que tous les enfants puissent avoir l'instruction gratuite, laïque et obligatoire.
- Frédéric Régamey (1849-1925), peintre de sujets de sport notamment de l'escrime, paysagiste, aquarelliste, pastelliste, lithographe et écrivain, Parisien de naissance mais Alsacien de cœur, il séjourna à Beblenheim plusieurs années avec sa famille.
- Pie Raymond Régamey (1900-1996), fils de Frédéric Régamey et de Jeanne Heilmann, dominicain, historien de l'art, auteur de nombreux ouvrages sur l'art dès 1920, puis sur la foi.

### Héraldique
| Blason de Beblenheim | Les armes de Beblenheim se blasonnent ainsi : « D'azur à l'agneau pascal d'argent, portant une hampe croisetée d'or en barre de laquelle pend une bannière aussi d'argent chargée d'une croix de gueules. » |